# Abel Dánský
Abel Dánský (1218? – 29. červen 1252) byl dánský král z dynastie Valdemarů, druhorozený syn krále Valdemara II. a jeho druhé manželky Berengarie Portugalské.

## Bratrovražedný boj
Po smrti krále Valdemara nastoupil na dánský trůn následník Erik, starší Abelův bratr. Nespokojený Abel rozpoutal domácí válku, která trvala až do okamžiku Erikovy smrti při vojenské výpravě v roce 1250. Druhorozený Abel se stal nástupcem zemřelého krále, na trůn nastoupil v atmosféře podezření z podílu na bratrově smrti; v té době vzniklo rčení „Abel jménem, Kain činem“ (dánsky Abel af navn, Kain af gavn).

### Manželství a potomci
Roku 1237 se oženil s Mechtyldou, dcerou holštýnského hraběte Adolfa IV. Od toho okamžiku, pod vlivem králové, byla králova politika orientovaná na jižního souseda – severoněmeckou oblast – mj. města Hamburk, Lübeck, Rostock a Wismar sdružená v Hanze, jimž Abel udělil rozšířený přístup do dánských přístavů a k obchodu s rybami.
Z manželství Abela a Mechtyldy se narodily čtyři děti:
- Valdemar (cca 1238–1257)
- Žofie (cca 1240)
- Erik (cca 1240–1272)
- Abel (cca 1252–1279)

### Smrt
Zvýšení daní vyvolalo povstání Frísů. Ozbrojená výprava proti nim v roce 1252 skončila porážkou u Oedensworthu. Abel byl během útěku z prohrané bitvy zabit. Královského titulu tak užíval pouhé dva roky. Opuštěného trůnu se ujal třetí z bratrů – Kryštof a stejně jako Abel pominul dědická práva bratrových synů.